# Heuchera
Heuchera là một chi thực vật có hoa trong họ Saxifragaceae.